# Thaïs (hetär)
Thaïs, död efter 323 f.Kr., var en grekisk hetär från Aten under antiken. Hon åtföljde Alexander den stores armé och ska enligt legenden ha övertalat honom att bränna ned Persepolis 330 f.Kr. Efter Alexanders död levde hon med Ptolemaios I av Egypten, med vilken hon fick flera barn. Thaïs och hennes roll i branden i Persepolis har skildrats många gånger i litteraturen från antiken och framåt. 

## Biografi
Thaïs ska ha varit en hetär från Aten.  Hon åtföljde Alexanders armé på hans fälttåg, liksom flera andra hetärer.  Hon beskrivs ofta som Alexanders älskarinna vid tidpunkten för branden av Persepolis, men detta är obekräftat.  Det är däremot bekräftat att hon var älskarinna till Ptolemaios. Ptolemaios föreslås ha mött henne redan vid Slaget vid Chaeronea eller vid förstörelsen av Thebe 335 f.Kr.   Det är möjligt att hon var älskarinna till både Alexander och Ptolemaios. 

### Branden i Persepolis
Hon var närvarande vid den segerfest Alexander höll vid Persepolis år 330 f.Kr.  På denna fest ska Thaïs ha hållit ett tal som övertygade Alexander om att bränna Persepolis som hämnd för persernas bränning av Aten år 480 f.Kr.  Det finns flera antika beskrivningar av denna händelse.  Enligt Diodorus Siculus ska Alexander ha övertygats av hennes tal och sedan lett ut festens deltagare ur palatset för att sedan kasta in facklor i det som spred sig över hela staden, och Thaïs, som atenare och ledare för de hetärer som deltog i festen, ska ha varit den första som kastade in sin fackla efter honom.  Ptolemaios nämnde aldrig Thaïs' roll i händelsen, men detta kan ha varit för att hon var hans livskamrat och bränningen senare uppfattades som något dumt.

### Senare liv
Efter Alexanders död 323 f.Kr. följde hon Ptolemaios till Egypten, och fick tre barn med honom.  Ptolemaios var gift flera gånger, och påstås ha varit gift med flera kvinnor samtidigt: persiskan Artacama 324, Eurydike av Egypten 320, och Berenike I av Egypten 317.  Det finns uppgifter om att han vid okänd tidpunkt även ska ha gift sig med Thaïs, men detta är obekräftat. En sak som talar för det är att deras äldste son fick namn efter sin farfar, en något normalt endast legitima söner fick.  Om Lagus var deras legitima son borde de ha gift sig före Alexanders död 323, eftersom Lagus var vuxen år 308.  
Andra saker talar dock emot ett giftermål.  Ptolemaios såg det som nödvändigt att förskjuta sin maka Eurydike när han år 317 gifte sig med Berenike, och Berenike var den som fick titeln drottning när Ptolemaios år 305 utropade sig till kung.  Thaïs blev aldrig förskjuten och fick aldrig titeln drottning, och hennes söner uppfattades av allt att döma som politiskt ofarliga så snart  Ptolemaios söner med Eurydike och Berenike hade blivit vuxna, något som inte borde ha varit fallet om de varit legitima.  
Att Thaïs följde Ptolemaios till Egypten efter Alexanders död anses bekräftat, men hennes fortsatta liv i Egypten finns det få uppgifter om, och det är okänt om hon levde vid hovet i Alexandria och när hon dog. 
Barn med Ptolemaios
- Lagus, känd från sin seger i hästkapplöpning i Lycaea, år 308/307.
- Leontiscus, som levde med sin syster på Cypern och där togs som gisslan av Demetrios I Poliorketes år 306 (han sändes sedan tillbaka till Egypten).
- Eirene, gift med den cypriotiske kung Eunostos av Soloi

## Utmärkelser
Asteroiden 1236 Thaïs är uppkallad efter henne.